# اعتدالین (فیلم ۱۹۷۰)
«اعتدالین» (انگلیسی: Equinox) فیلمی در ژانر ترسناک به کارگردانی جک وودز که در سال ۱۹۷۰ منتشر شد. تهیه کننده فیلم دنیس مورن به‌عنوان کارگردان دوم نیز خدمت کرد.